# 2,5-ジアミノトルエン
2,5-ジアミノトルエン(2,5-Diaminotoluene)は、C6H3(NH2)2CH6という化学式を持つ有機化合物である。この化学式を持つ6つの異性体のうちの1つである。無色の結晶固体で、毛染めによく用いられる。

## 生成と利用
2,5-ジアミノトルエンは、2,5-ジニトロトルエンの電解還元によって生成される。他の方法には、4-アミノ-2,3'-ジメチルアゾベンゼンの還元切断や2-アミノ-1-メチルベンゼンとトルエン-4-スルフォニルクロリドの縮合により4-トルエンスルホ-2-トルイジドを生成し、その後、ジアゾ化アミノベンゼンスルホン酸とカップリングして還元する方法である。
2,5-ジアミノトルエンは、市販の染毛剤中のフェニレンジアミン（1,4-ジアミノベンゼン）の代替になるものである。毒性が低いために好まれるが、多くの家庭用染毛剤は、今だフェニレンジアミンを用いている。このような用途では、ジアミンは初期中間体の役割を果たし、最初に過酸化水素で酸化され、その後重合して染毛剤となる。2,5-ジアミノトルエンは、黒色、くすんだ明るい茶色、ブロンドに近い色、灰色の髪色に用いられる。
2,5-ジアミノトルエンは、織物、毛織物、皮革用の染料、生体染色、指示薬、木材染色、色素等の製造にも用いられる。2,5-ジアミノトルエンから作られる染料の例には、Cl Basic Red 2やCl Acid Brown 103がある。